# Liste der Kulturdenkmale in Lödla
In der Liste der Kulturdenkmale in Lödla sind vorerst einige Kulturdenkmale der ostthüringischen Gemeinde Lödla im Landkreis Altenburger Land und ihrer Ortsteile aufgelistet. Diese Liste basiert nicht auf der offiziellen Denkmalliste der Unteren Denkmalschutzbehörde des Landkreises. Grundlage hierfür ist gegebenenfalls vorhandene Literatur beziehungsweise vorhandene Denkmalplaketten an den einzelnen Objekten. Deswegen ist diese Liste stark unvollständig.

## Oberlödla
| Bild                                    | Bezeichnung                      | Lage                 | Datierung | Beschreibung         | ID |
| --------------------------------------- | -------------------------------- | -------------------- | --------- | -------------------- | -- |
| weitere Bilder Fotos hochladen          | Kirche                           | Zum Sandberg (Karte) |           |                      |    |
| Direkt Bild zu diesem Denkmal hochladen | Ruine des ehemaligen Rittergutes | Zum Sandberg         |           | Grundmauern erhalten |    |